# Dịch vụ hệ sinh thái

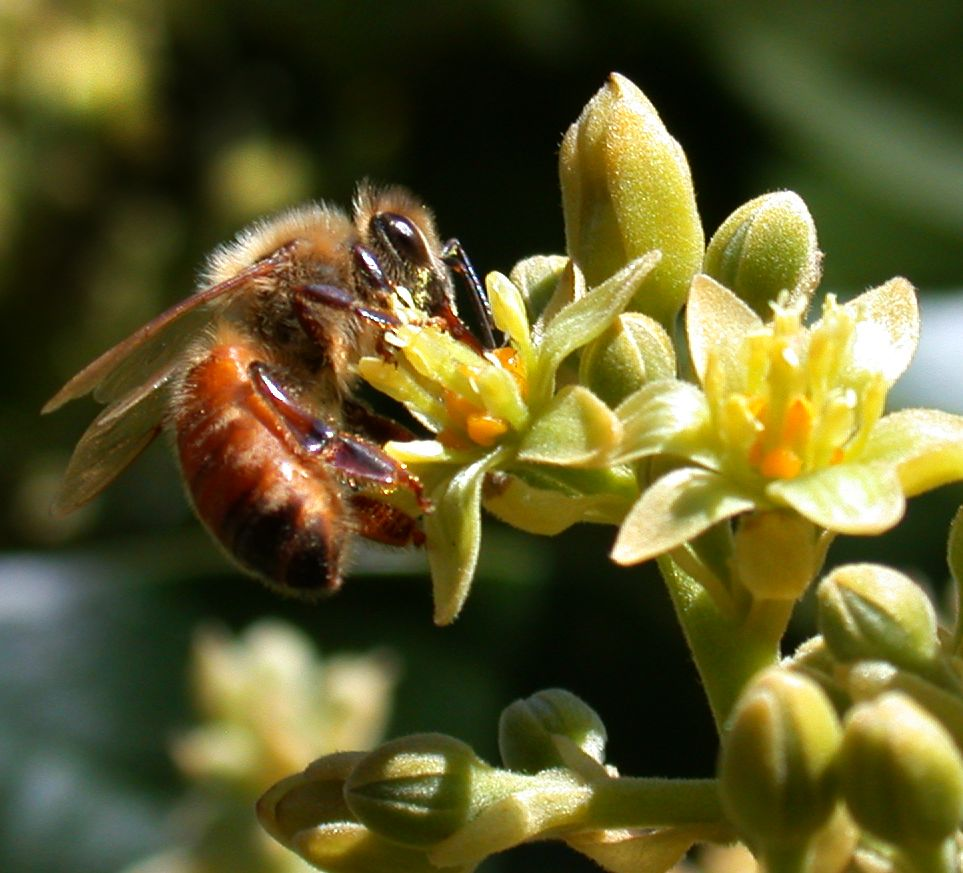
Ong mật đang bám vào hoa bơ. Thụ phấn chỉ là một loại dịch vụ hệ sinh thái.

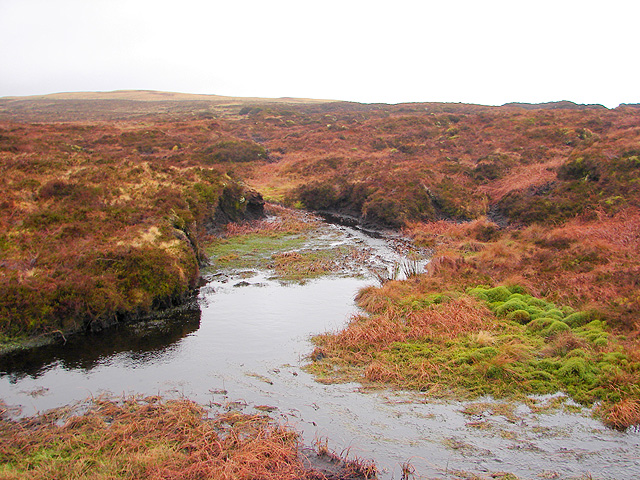
Vùng đất hoang ở Wales, tạo thành nguồn chính thức của sông Severn. Vùng đầm lầy khỏe mạnh sẽ cô lập carbon, giữ nước do đó làm giảm nguy cơ lũ lụt và cung cấp nước sạch hơn môi trường sống bị suy thoái.

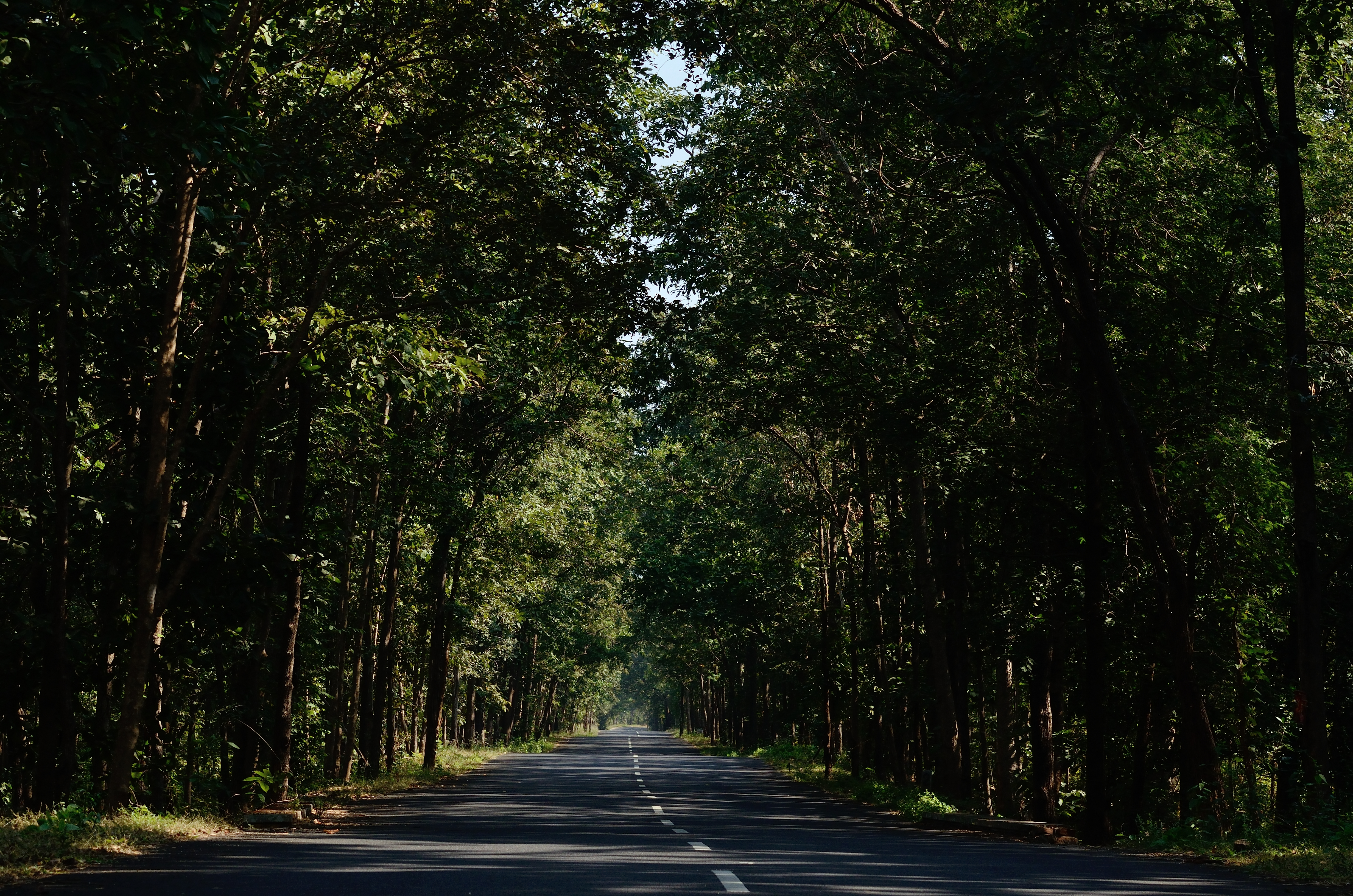
Lâm nghiệp xã hội ở Andhra Pradesh, Ấn Độ, cung cấp nhiên liệu, bảo vệ đất, tạo bóng râm và thậm chí là hạnh phúc cho du khách.

Các dịch vụ hệ sinh thái là rất nhiều và nhiều lợi ích khác nhau đối với con người được ban tặng bởi môi trường tự nhiên và từ các hệ sinh thái lành mạnh. Các hệ sinh thái như vậy bao gồm, ví dụ, hệ thống nông nghiệp, hệ sinh thái rừng, hệ sinh thái đồng cỏ và hệ sinh thái dưới nước. Các hệ sinh thái này, hoạt động trong mối quan hệ lành mạnh, cung cấp những thứ như thụ phấn tự nhiên của cây trồng, không khí sạch, giảm thiểu thời tiết khắc nghiệt, nâng cao sức khỏe tinh thần và thể chất của con người. Nói chung, những lợi ích này được gọi là "dịch vụ hệ sinh thái", và thường không thể thiếu trong việc cung cấp nước uống sạch, phân hủy chất thải, khả năng duy trì và năng suất của hệ sinh thái thực phẩm.
Trong khi các nhà khoa học và các nhà môi trường đã thảo luận về các dịch vụ hệ sinh thái ngầm trong nhiều thập kỷ, thì Đánh giá hệ sinh thái thiên niên kỷ (MA) vào đầu những năm 2000 đã phổ biến khái niệm này. Ở đó, các dịch vụ hệ sinh thái được nhóm thành bốn loại lớn: cung cấp, chẳng hạn như sản xuất thực phẩm và nước; điều tiết, chẳng hạn như kiểm soát khí hậu và bệnh tật; hỗ trợ, như chu trình dinh dưỡng và sản xuất oxy; và văn hóa, chẳng hạn như lợi ích tinh thần và giải trí. Để giúp thông báo cho những người ra quyết định, nhiều dịch vụ hệ sinh thái đang được đánh giá để đưa ra những so sánh tương đương với cơ sở hạ tầng và dịch vụ kỹ thuật của con người.

## Lịch sử
Trong khi khái niệm về sự phụ thuộc của con người vào hệ sinh thái của Trái Đất đạt tới sự khởi đầu tồn tại của Homo sapiens, thuật ngữ 'vốn tự nhiên' lần đầu tiên được E. F. Schumacher đặt ra vào năm 1973 trong cuốn sách của ông Small is Beautiful  . Công nhận về cách các hệ sinh thái có thể cung cấp các dịch vụ phức tạp cho loài người bắt nguồn từ ít nhất Plato (khoảng 400 trước Công nguyên), những người hiểu rằng nạn phá rừng có thể dẫn đến xói mòn đất và làm khô suối.    Những ý tưởng hiện đại về dịch vụ hệ sinh thái có thể bắt đầu khi Marsh thách thức vào năm 1864 ý tưởng rằng tài nguyên thiên nhiên của Trái đất không bị ràng buộc bằng cách chỉ ra những thay đổi về độ phì nhiêu của đất ở Địa Trung Hải.    Mãi đến cuối những năm 1940, ba tác giả chủ chốt là Henry Fairfield Osborn, Jr, William Vogt, và Aldo Leopold  đã quảng bá nhận thức sự phụ thuộc của con người vào môi trường.
Năm 1956, Paul Sears đã thu hút sự chú ý đến vai trò quan trọng của hệ sinh thái trong việc xử lý chất thải và tái chế chất dinh dưỡng. Năm 1970, Paul Ehrlich và Rosa Weigert đã chú ý đến "các hệ sinh thái" trong sách giáo khoa khoa học môi trường của họ  và "mối đe dọa tinh vi và nguy hiểm nhất đối với sự tồn tại của con người... sự hủy diệt tiềm tàng, bởi các hoạt động của chính con người, của các hệ sinh thái đó, mà sự tồn tại của loài người phụ thuộc vào nó".
Thuật ngữ " dịch vụ môi trường " đã được giới thiệu trong một báo cáo năm 1970 về Nghiên cứu các vấn đề môi trường quan trọng, trong đó liệt kê các dịch vụ bao gồm thụ phấn côn trùng, thủy sản, điều hòa khí hậu và kiểm soát lũ lụt. Trong những năm tiếp theo, các biến thể của thuật ngữ đã được sử dụng, nhưng cuối cùng, "dịch vụ hệ sinh thái" đã trở thành tiêu chuẩn trong tài liệu khoa học.
Khái niệm dịch vụ hệ sinh thái đã tiếp tục mở rộng và bao gồm các mục tiêu kinh tế xã hội và bảo tồn, sẽ được thảo luận dưới đây. Lịch sử về các khái niệm và thuật ngữ của các dịch vụ hệ sinh thái vào năm 1997, có thể được tìm thấy trong cuốn sách "Dịch vụ tự nhiên: Sự phụ thuộc của xã hội vào hệ sinh thái tự nhiên" hàng ngày.
Trong khi định nghĩa ban đầu của Gretchen Daily phân biệt giữa hàng hóa hệ sinh thái và dịch vụ hệ sinh thái, Robert Costanza và các đồng nghiệp sau đó làm việc và Đánh giá hệ sinh thái thiên niên đã gộp tất cả những thứ này lại với nhau như các dịch vụ hệ sinh thái.